# Бреттинг, Курт
Курт Бреттинг (нем. Kurt Bretting; 6 июня 1892,Магдебург — 30 мая 1918, Мервиль) — немецкий пловец вольного стиля, участник летних Олимпийских игр 1912 года.
Рекордсмен мира на дистанции 100 м вольным стилем.
Родился в Магдебурге.
В 1912 году он занял четвертое место на дистанции 100 м вольным стилем. Он также был членом немецкой эстафетной команды, которая заняла четвертое место в эстафете 4x200 м вольным стилем.
Был убит в бою в Мервиле (Франция) во время Первой Мировой Войны.